# Als God in Frankrijk
Als God in Frankrijk was een praatprogramma dat door de VRT in de zomer van 1998 uitgezonden werd.  In dit programma ontving presentator Dré Steemans elke week praatgasten op een locatie in de Franse Camargue.

## Afleveringen
| Afl. | Uitzenddatum     | Gasten                                       | Locatie                                                 |
| ---- | ---------------- | -------------------------------------------- | ------------------------------------------------------- |
| 1    | 5 juni 1998      | Geert Hoste en Marco Celini                  | Mas de la Galegière in Arles                            |
| 2    | 12 juni 1998     | Rocco Granata en Kris De Bruyne              | Hôtel La Mirande in Avignon                             |
| 3    | 19 juni 1998     | Jo Lemaire en Vittorio Simoni                | Hotel Cloître Saint-Louis in Avignon                    |
| 4    | 26 juni 1998     | Kelly Pfaff                                  | Saint-Rémy-de-Provence                                  |
| 5    | 3 juli 1998      | Herwig Van Hove en GAL                       | Auberge De Noves in Noves                               |
| 6    | 10 juli 1998     | Margriet Hermans en Bobbejaan Schoepen       | Hôtel Le Mas De Peint in Le Sambuc (Arles)              |
| 7    | 17 juli 1998     | Luc Steeno, Miguel Wiels en Wendy Van Wanten | Hôtel Jules César in Arles                              |
| 8    | 24 juli 1998     | Walter Grootaers en Axelle Red               | Hôtel Domaine De Valmouriane in Saint-Rémy-de-Provence  |
| 9    | 31 juli 1998     | Salvatore Adamo                              | Hôtel Mas de la Brune in Eygalières                     |
| 10   | 7 augustus 1998  | Paul Michiels en Leen Demaré                 | Hostellerie les Frênes Hotel in Montfavet (Avignon)     |
| 11   | 14 augustus 1998 | Michel Follet en Dominique Deruddere         | Hôtel Le Vieux Castillon in Castillon-du-Gard           |
| 12   | 21 augustus 1998 | Urbanus en Eddy Wally                        | Hôtel Le Château des Alpilles in Saint-Rémy-de-Provence |
| 13   | 28 augustus 1998 | Jan Van Rompaey                              | Hôtel La Cabro D'Or in Les Baux-de-Provence             |